# Craniophora troni
Craniophora troni är en fjärilsart som beskrevs av Friedrich von Huene. Craniophora troni ingår i släktet Craniophora och familjen nattflyn. Inga underarter finns listade i Catalogue of Life.